# Bötzingen

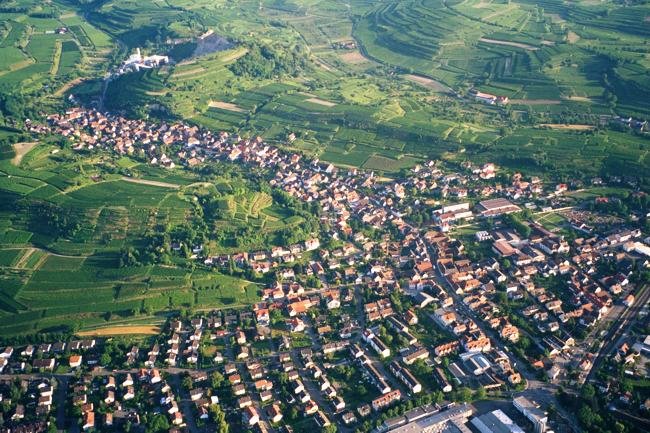
Bötzingen z lotu ptaka

Bötzingen – miejscowość i gmina w Niemczech, w kraju związkowym Badenia-Wirtembergia, w rejencji Fryburg, w regionie Südlicher Oberrhein, w powiecie Breisgau-Hochschwarzwald, siedziba związku gmin Kaiserstuhl-Tuniberg. Leży ok. 13 km na północny zachód od ścisłego centrum Fryburga Bryzgowijskiego.